# Stanislav Tecl
Stanislav Tecl (Jindřichův Hradec, 1 de septiembre de 1990) es un exfutbolista checo que jugaba de delantero.

## Selección nacional
Fue internacional con la selección de fútbol de la República Checa, con la que debutó en un amistoso frente a la selección de fútbol de Turquía en 2013.

## Clubes
| Club                        | País            | Año       |
| --------------------------- | --------------- | --------- |
| F. C. Vysočina Jihlava      | República Checa | 2009-2012 |
| S. K. Slavia Praga (cedido) | República Checa | 2010      |
| F. C. Viktoria Pilsen       | República Checa | 2013-2015 |
| F. K. Jablonec              | República Checa | 2015-2017 |
| S. K. Slavia Praga          | República Checa | 2017-2024 |
| F. K. Jablonec (cedido)     | República Checa | 2017-2018 |

## Palmarés

### Títulos nacionales
| Título                               | Club                  | País            | Año  |
| ------------------------------------ | --------------------- | --------------- | ---- |
| Liga de Fútbol de la República Checa | F. C. Viktoria Pilsen | República Checa | 2013 |
| Liga de Fútbol de la República Checa | F. C. Viktoria Pilsen | República Checa | 2015 |
| Liga de Fútbol de la República Checa | S. K. Slavia Praga    | República Checa | 2017 |
| Copa de la República Checa           | S. K. Slavia Praga    | República Checa | 2018 |
| Liga de Fútbol de la República Checa | S. K. Slavia Praga    | República Checa | 2019 |
| Copa de la República Checa           | S. K. Slavia Praga    | República Checa | 2019 |
| Liga de Fútbol de la República Checa | S. K. Slavia Praga    | República Checa | 2020 |
| Liga de Fútbol de la República Checa | S. K. Slavia Praga    | República Checa | 2021 |
| Copa de la República Checa           | S. K. Slavia Praga    | República Checa | 2021 |
| Copa de la República Checa           | S. K. Slavia Praga    | República Checa | 2023 |